# 一本松駅 (北海道苫小牧市)
一本松駅（いっぽんまつえき）は、北海道苫小牧市一本松町にあった苫小牧港開発が運営していた貨物線の貨物駅。新苫小牧駅から1.227km。

## 駅概要

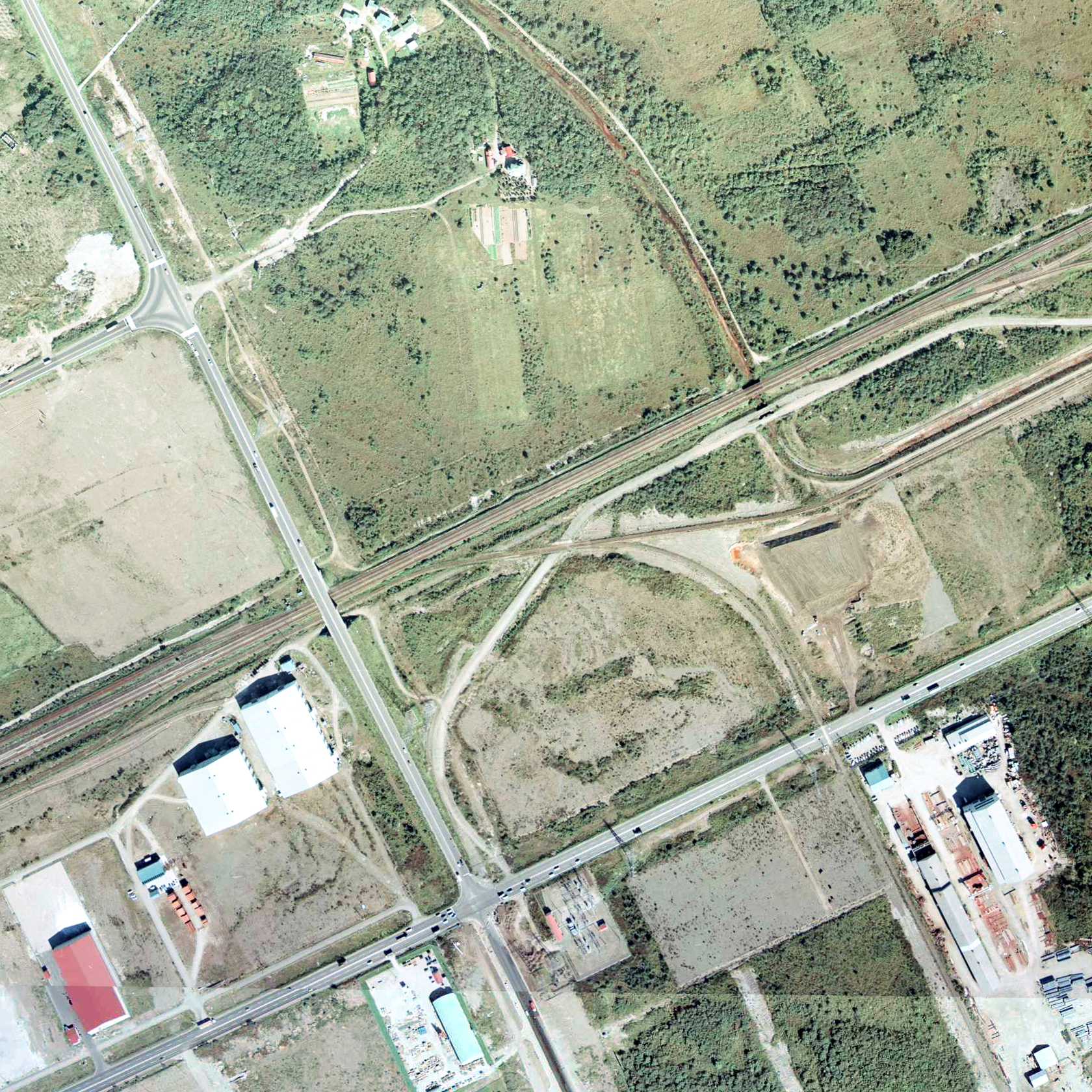
1975年の一本松駅と周囲約1km範囲。上の3本が室蘭本線及び日高本線で、右上がそれぞれ追分方面（複線）と勇払方面（単線）。左下が苫小牧駅方面。写真中央が当駅の位置だが建屋らしきものは無い。右側で下へ分岐しているのが一本松専用幹線、左側の陸橋は苫小牧港通、その左の2棟の白い屋根は芽室農協倉庫で、新苫小牧駅の構内側線側から専用線が敷かれている。
出典：国土交通省国土地理院 地図・空中写真閲覧サービス

開業時から廃止される1980年代まで車扱貨物の取扱駅になっており、苫小牧港通の高架橋の東側あたりから分岐、南側の港にある日之出化学工業苫小牧工場（現・北海道発送センター）に至る専用線があり、有蓋貨車が乗り入れていたほか、一本松専用幹線や芽室農協支線の所管駅とされていた。
運賃を精算するための駅であっていわゆる駅舎や荷役設備というものは無く、また、新苫小牧駅の操車場が近いために他の4駅にはあった留置や仕分用の側線も一切持たず、外から見ると駅というより信号場に近い配置である。同様に駅舎や荷役設備を持たない駅としては、浜五井駅や椎津駅がある。

## 歴史
- 1968年（昭和43年）12月3日 開業。一本松専用幹線856m及びその延長の日之出化学専用支線895m運用開始。
- 1970年（昭和45年）12月19日 芽室農協専用支線543m運用開始。
- 1980年代 廃止。

## 現在の駅周辺
駅南側には倉庫が多い。
- イオンモール苫小牧

## 隣の駅
苫小牧港開発
苫小牧港開発株式会社線
新苫小牧駅 - 一本松駅 - 港北駅

## 参考図書
- 苫小牧港開発株式会社20年史 1980年（昭和55年）1月 苫小牧港開発株式会社発行。